# Famille de Glâne
 (janvier 2023).
Si vous disposez d'ouvrages ou d'articles de référence ou si vous connaissez des sites web de qualité traitant du thème abordé ici, merci de compléter l'article en donnant les références utiles à sa vérifiabilité et en les liant à la section « Notes et références ».
La famille de Glâne est une ancienne famille noble suisse qui a joué un rôle important dans l’histoire du Pays de Vaud au XIIe siècle. Originaire de La Glâne en Villars-sur-Glâne, où elle possédait un château à l'embouchure de la Glâne dans la Sarine. Elle s’est éteinte avec Guillaume de Glâne, le dernier descendant masculin de la famille et le fondateur de l'abbaye cistercienne d'Hauterive, en 1138.
La famille de Glâne a laissé son nom à plusieurs lieux et monuments dans le canton de Fribourg, tels que le district de la Glâne, le château et l’église Saint-Martin-de-Glâne ou encore le pont sur la Sarine.

## Histoire de la famille
L'origine de cette famille est incertaine, il est plausible que Guillaume II de Bourgogne, dit Guillaume l'Allemand, petit-fils de Conon d'Oltingen, avait dans sa suite plusieurs seigneurs qui l'avaient suivi lors de sa prise de possession du comté de Bourgogne. Parmi ces chevaliers figurait un nommé Ulrich qui épousait une dame du pays de Glâne fondant ainsi la famille de Glâne. En remerciement de ses services, Ulrich reçu de Guillaume II de Bourgogne la seigneurie d'Arconciel-Illens. Ulrich eut deux fils, Pierre et Philippe, tous deux massacrés avec Guillaume III de Bourgogne dans l'Abbatiale de Payerne en 1127. Après le massacre de son père et de son oncle, Guillaume de Glâne décide d'entrer dans les ordres. Il fait démolir le manoir en ruine de ses ancêtres et utilise les matériaux pour la construction de l'abbaye d'Hauterive en 1138 où il finira sa vie. Ses biens avaient été partagés entre ses quatre sœurs, Emma, l'aînée, qui avait épousé Rodolphe Ier de Neuchâtel, apportait à son époux les seigneuries d'Arconciel, d'Illens et les terres de Vully, la seconde Ita se mariait en Tarentaise, la suivante, Juliane épousait Guillaume de Montsalvens, apparenté aux Gruyère, et la dernière, Agnès, devenait la femme de Rodolphe Ier de Gruyère. Dans la première moitié du XIVe siècle Pierre III de Gruyère mariait sa sœur à Nicolas d'Englisberg, titré alors seigneur d'Illens et d'Arconciel. Quelques années plus tard Pierre de Neuchâtel-Aarberg, apparenté aux Neuchâtel par Ulrich III de Neuchâtel, en épousant Luquette de Gruyère, fille de Pierre IV de Gruyère, entrait en possession d'Illens et d'Arconciel faisant ainsi revenir ces terres dans la Maison de Neuchâtel.[réf. nécessaire]
Selon Castelnuovo, la famille est une des plus prestigieuses du Pays de Vaud. Il s'agit de la seule famille aristocratique qui s'est éteinte au cours du XIIe siècle dans le Pays de Vaud. Guillaume, le dernier descendant masculin de la famille, est le fondateur de l'abbaye d'Hauterive, en 1138. Les mariages de ses quatre sœurs seraient la « meilleure preuve de l'importance acquise par le lignage dans la région ».

## Personnalités
Ulrich de Glâne, seigneur de Glâne et d'Arconciel. Il apparaît dans l'entourage de Conrad d'Oltingen, (? - après 1107).
Il épouse en 1078 Rilenta de Walperswil  de qui il a :
- Pierre qui suit,
- Louis,
- N..., elle épouse N... de Pont,
- N..., épouse N... d'Estavayer,
- N..., elle épouse N... de Morpra,
- Philippe/Guillaume, (? - Abbatiale de Payerne 9 février/1er mars 1127).

Pierre de Glâne, (vers 1080 - Abbatiale de Payerne 9 février/1er mars 1127), seigneur de Glâne. Il est possible qu'il épouse une fille de Conon d'Oltingen ce qui expliquerait qu'il ait été investi de la seigneurie d'Arconciel comprenant les terres d'Illens, d'Arconciel, de Farvagny et de Sâles. Il a :
- Uldaric II, (? - 9 février/1er mars 1127),
- Hugo/Hugues, chanoine de Besançon,
- Guillaume, (? - abbaye d'Hauterive 7/11 février 1142/43), il fonde l'abbaye d'Hauterive en 1138,
- Emma, (? - après 1170), elle épouse Rodolphe Ier de Neuchâtel,
- Ita/Ida,
- Juliane, elle épouse Guillaume de Montsalvens, (? - 1162),
- Agnès, (? - 27 octobre 1196), elle épouse Rodolphe Ier de Gruyère.